# Laguna (provincie)

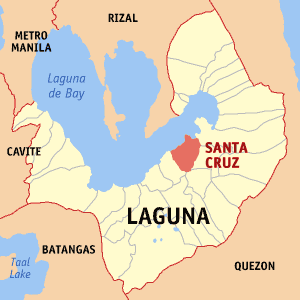
Provincie Laguna met haar hoofdplaats Santa Cruz

Laguna is een provincie van de Filipijnen centraal gelegen op het eiland Luzon. De provincie maakt deel uit van regio IV-A (CALABARZON). De hoofdstad van de provincie is de gemeente Santa Cruz. Bij de census van 2015 telde de provincie ruim drie miljoen inwoners.

## Geografie

### Bestuurlijke indeling
Laguna bestaat uit 6 steden en 24 gemeenten.

#### Steden
- Biñan
- Cabuyao
- Calamba
- San Pablo
- San Pedro
- Santa Rosa

#### Gemeenten
| - Alaminos - Bay - Calauan - Cavinti - Famy - Kalayaan - Liliw - Los Baños - Luisiana - Lumban - Mabitac - Magdalena | - Majayjay - Nagcarlan - Paete - Pagsanjan - Pakil - Pangil - Pila - Rizal - Santa Cruz - Santa Maria - Siniloan - Victoria |

Deze steden en gemeenten zijn weer verder onderverdeeld in 674 barangays.

## Demografie
Laguna had bij de census van 2015 een inwoneraantal van 3.035.081 mensen. Dit waren 365.234 mensen (13,7%) meer dan bij de vorige census van 2010. Ten opzichte van de census van 2000 was het aantal inwoners gegroeid met 1.069.209 mensen (54,4%). De gemiddelde jaarlijkse groei in die periode kwam daarmee uit op 2,47%, hetgeen hoger was dan het landelijk jaarlijks gemiddelde over deze periode (1,72%).

De bevolkingsdichtheid van Laguna was ten tijde van de laatste census, met 3.035.081 inwoners op 1917,85 km², 1582,5 mensen per km².

## Economie
Uit cijfers van de National Statistical Coordination Board (NSCB) uit het jaar 2003 blijkt dat 10,6% (13.921 mensen) onder de armoedegrens leefde. In het jaar 2000 was dit 10,8%. Laguna was daarmee gemiddeld duidelijk minder arm dan het landelijk gemiddelde van 28,7% en stond 77e op de lijst van provincies met de meeste mensen onder de armoedegrens. Van alle 79 provincies, ten tijde van het onderzoek, stond Laguna tevens 77e op de lijst van provincies met de ergste armoede.